# Lidové obranné jednotky
Lidové obranné jednotky (kurdsky Yekîneyên Parastina Gel, zkráceně YPG) jsou ozbrojeným křídlem Sjednocené demokratické strany (PYD) v Rojavě. Skupina jedné z kurdských jednotek v Sýrii, které původně zaujaly obranné postavení během syrské občanské války, bojovaly proti každé skupině která se snažila převzít kontrolu nad kurdskými územími. Později postoupili i na území kontrolovaná Islámským státem a osídlená převážně sunnitskými Araby, jako pohraniční město Tel Ajád dobyté v červnu 2015. Skupina byla založena kurdskou Sjednocenou demokratickou stranou po nepokojích v Kámišlí v roce 2004.

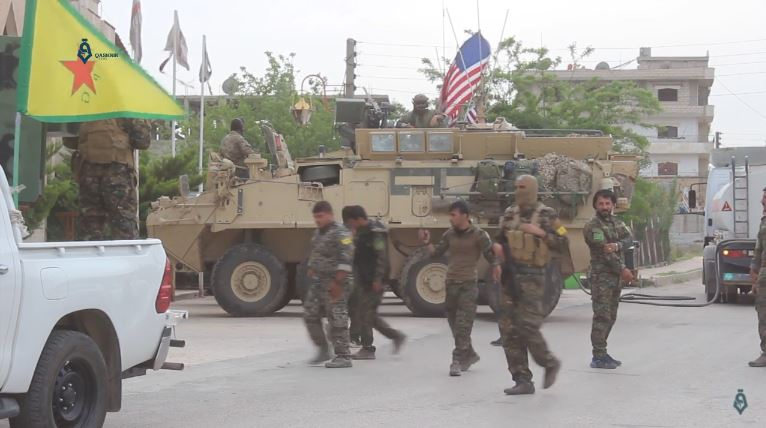
Spojené státy spolupracovaly s YPG v boji proti Islámskému státu. Fotka ze syrské Hasaky v roce 2017.

Lidové obranné jednotky jsou tvořeny muži a ženami z komunit v kurdském regionu (Rojava) Sýrie. Skupina sebe sama považuje za demokratickou lidovou armádu a praktikuje vnitřní volby jako metodu výběru důstojníků. Většinu bojovníků tvoří Kurdové, ale přitahuje i další etnické skupiny včetně Arabů přecházejících od opozičních sil, stejně jako lidi z místních vesnic, kteří jsou základem místní bezpečnosti. V říjnu 2015 založila milice společně se skupinami sunnitských Arabů, Turkmenů a křesťanů tzv. Syrské demokratické síly.
Klíčovou bitvu svedly na přelomu let 2014 a 2015, kdy se jim podařilo ubránit před Islámským státem město Kobani na severu Sýrie při tureckých hranicích. Pomohla jim nejen Američany vedená koalice proti Islámskému státu, která jim poskytovala krytí ze vzduchu, ale také iráčtí kurdští bojovníci, tzv. pešmergové, jimž bylo umožněno do oblasti přesunout přes turecké území těžkou vojenskou techniku, kterou YPG nemají. Milice YPG pak postupně ovládly celou Kurdy obývanou provincii Hasaka a nakonec i celý severovýchod Sýrie.

## Ženské obranné jednotky

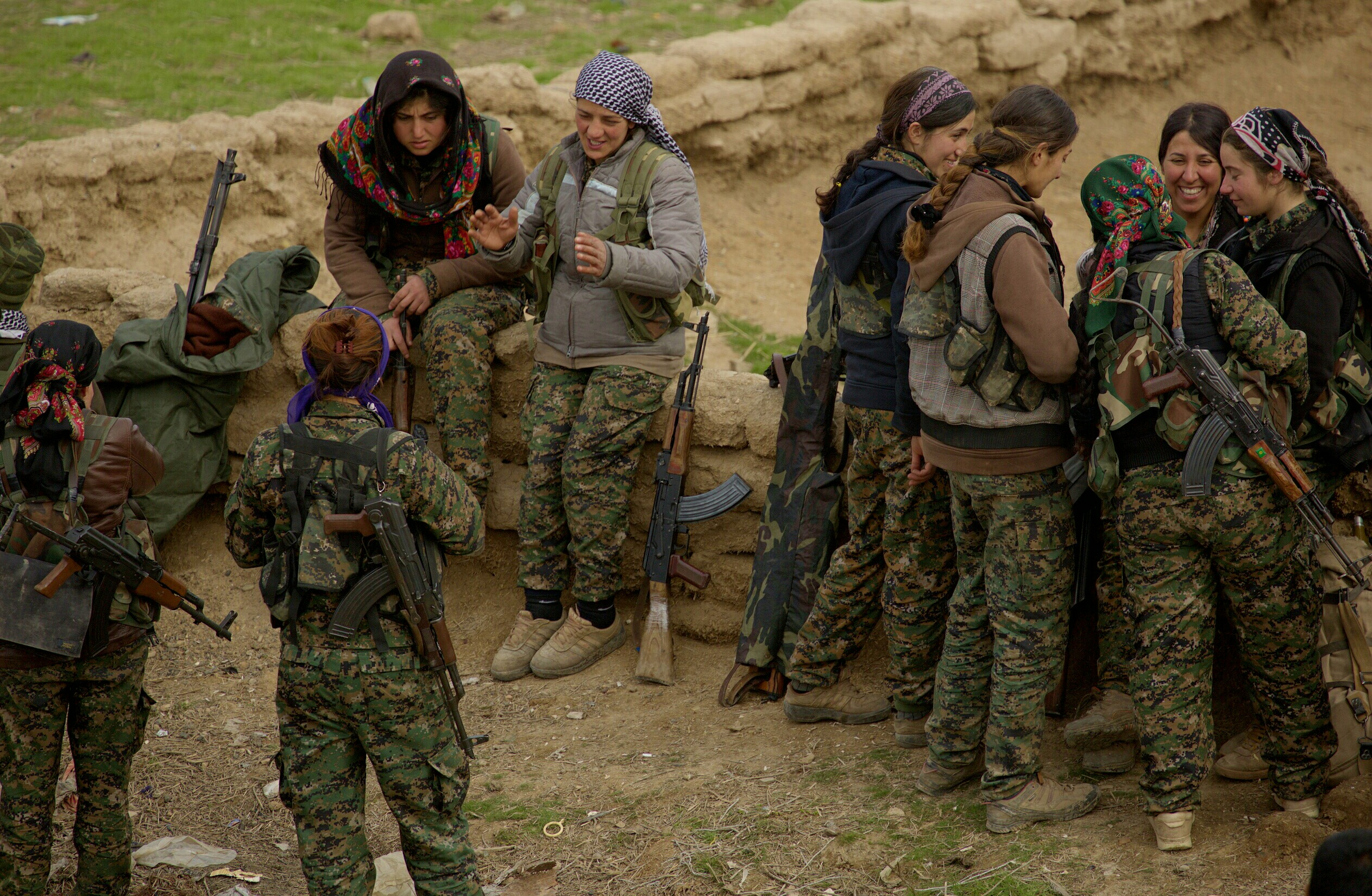
Ženské jednotky YPJ

Ženské obranné jednotky (YPJ) jsou ženské jednotky založené v roce 2012. Skupina hrála klíčovou roli při osvobození Jezídů z pohoří Sindžár stejně jako při obraně Kobaní před bojovníky Islámského státu.

## Obvinění z válečných zločinů
V říjnu 2015 obvinila Amnesty International milice YPG z válečných zločinů, konkrétně ze zastrašování, demolice domů a nuceného vysidlování místních obyvatel v oblastech na severu Sýrie.
Tato obvinění byla prověřena a vyvrácena ve zprávách Human Rights Council A/HRC/31/68 a A/HRC/34/CRP.3